# Ламбрехтсхаген
Ламбрехтсхаген (њем. Lambrechtshagen) општина је у њемачкој савезној држави Мекленбург-Западна Померанија. Једно је од 59 општинских средишта округа Бад Доберан. Према процјени из 2010. у општини је живјело 2.917 становника. Посједује регионалну шифру (AGS) 13051043.

## Географски и демографски подаци
Ламбрехтсхаген се налази у савезној држави Мекленбург-Западна Померанија у округу Бад Доберан. Општина се налази на надморској висини од 21 метра. Површина општине износи 13,5 km². У самом мјесту је, према процјени из 2010. године, живјело 2.917 становника. Просјечна густина становништва износи 216 становника/km².